# Томбукту
Томбукту́ (фр. Tombouctou; устар. передача Тимбу́кту, Тимбукту́; фр. Timbouktou, тамашек Tin-Bouktou) — город на севере центральной части Мали, расположенный в 13 км к северу от реки Нигер.
Столица самопровозглашённого государства Азавад (2012—2013). Население составляет 35 330 человек (на 2012 год).
Экономического расцвета город достиг в первой половине XIV века при мансе Мусе. В это время Томбукту был интеллектуальным и исламским духовным центром в Центральном Судане. Сегодня в городе находится несколько крупных медресе, в том числе медресе Санкоре, а также три старейшие мечети Западной Африки.

## Этимология
Основан в XI веке как торговый город на пересечении дорог и караванных путей, средневековый центр арабской культуры при колодце Тин-Бокту — «место Бокту», где тин на берберском диалекте — «место», Бокту — женское личное имя. Распространённый вариант названия — Тимбукту, современная официальная форма — Томбукту.

## География и климат

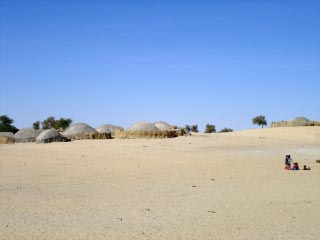
Стоянка кочевников

Город находится в излучине реки Нигер (т. н. Внутренней дельте Нигера) на южной окраине пустыни Сахары. Проблема расширения пустыни является для города актуальной: городские улицы наполнены песком, когда-то полноводные рукава реки, приносившие в город наводнения, высохли. Ещё в начале XX века город был труднодосягаем: по реке Нигер в Томбукту можно было добраться только тогда, когда уровень воды был достаточно высоким; караванную дорогу часто заносило песком.
Климат жаркий и резко континентальный. Среди скромной растительности преобладают акации, баобабовые и пальмовые деревья. Средняя годовая температура составляет 28 °C, самые жаркие месяцы — май и июнь (средняя температура 34 °C). Среднее количество осадков — примерно 170 мм. Наибольшее количество осадков выпадает с июля по август (примерно 56-66 мм). Дожди, выпадающие в этот период, зачастую наносят существенный урон глинобитным зданиям.
| Показатель                    | Янв. | Фев. | Март | Апр. | Май  | Июнь | Июль | Авг. | Сен. | Окт. | Нояб. | Дек. | Год   |
| ----------------------------- | ---- | ---- | ---- | ---- | ---- | ---- | ---- | ---- | ---- | ---- | ----- | ---- | ----- |
| Средний суточный максимум, °C | 29,6 | 32,9 | 36,3 | 39,4 | 42,0 | 41,4 | 38,5 | 36,7 | 38,2 | 38,7 | 34,6  | 29,9 | 40,0  |
| Средняя температура, °C       | 21,1 | 23,9 | 27,4 | 30,9 | 33,9 | 34,3 | 32,2 | 30,8 | 31,5 | 30,5 | 25,9  | 21,5 | 28,7  |
| Средний суточный минимум, °C  | 12,6 | 14,9 | 18,4 | 22,4 | 25,8 | 27,3 | 25,9 | 24,9 | 24,7 | 22,3 | 17,2  | 13,2 | 20,8  |
| Норма осадков, мм             | 0,4  | 0,3  | 0,0  | 1,1  | 4,3  | 14,7 | 45,2 | 63,5 | 27,4 | 2,3  | 1,3   | 0,3  | 160,8 |
| Источник:                     |      |      |      |      |      |      |      |      |      |      |       |      |       |

## Население
По данным на 2012 год население Томбукту составляет 35 330 человек; по данным переписи 1998 года оно насчитывало 31 973 человека. Город географически расположен на пересечении областей расселения кочевого берберского, оседлого африканского и арабского населения; основные этнические группы: сонгай, туареги, фульбе и манде. Большинство населения говорит на сонгайских языках. Также распространён арабский, французский и тамашек.

## История

### Основание
Томбукту был основан туарегами около 1100 года как место стоянки сахарских караванов. Традиционно считается, что название города происходит от слов «Тин» («место») и «букту» (имя старой малийской женщины, проживавшей когда-то в этом регионе, у которой останавливались арабские торговцы, ведущие караваны на север). По другой этимологической версии, выдвинутой французским востоковедом Рене Бассетом, на языке тамашек «Тин-букт» означает отдалённое место «на краю земли».

### Расцвет

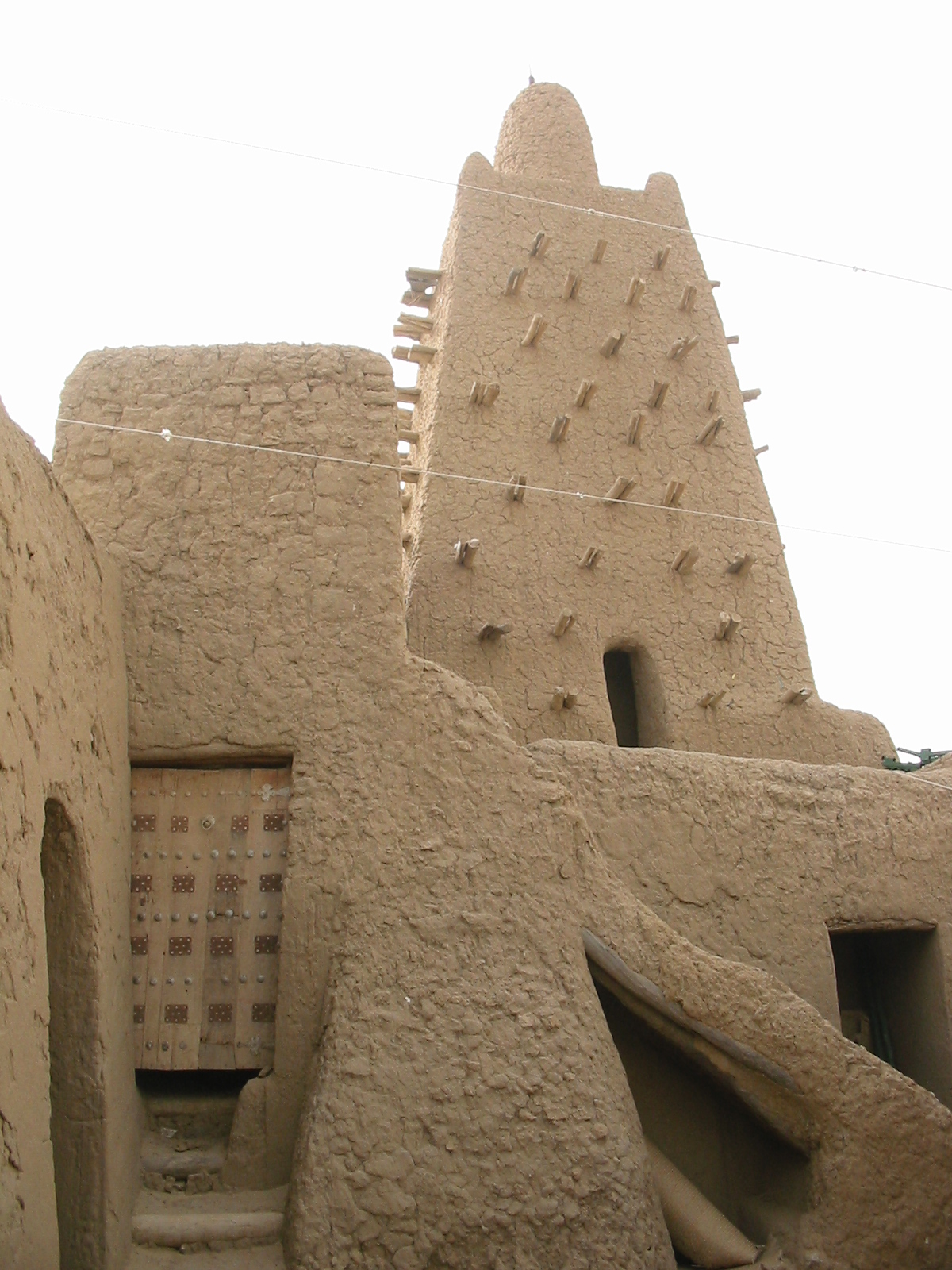
Двор мечети Джингеребер

В XIV веке Манса Муса возвёл здесь свой дворец (от которого не осталось и следа), а также соборную мечеть с характерной башней (перестроена). К XV в. Томбукту стал одним из основных центров транссахарской торговли, в котором сбывались соль и золото.
Вслед за купцами (берберскими, арабскими и еврейскими) в процветающий город хлынули арабские учёные и книжники, которые стали преподавать в одном из самых старинных медресе Санкоре. В городе до сих пор хранятся античные греческие манускрипты. В 1433 году контроль над городом получили туареги, однако жили они за пределами городских укреплений и лишь изредка тревожили горожан своими набегами.
В 1468 году Томбукту вошёл в состав государства Сонгаи. Местный правитель Сонни Али предпринял гонения на учёных-мусульман, однако его сын Мамаду Туре (Мухамад Аския) повёл дело таким образом, что в город стали, наоборот, стекаться учёные из Мекки и Каира, многих из которых просвещённый правитель приблизил ко двору и сделал своими советниками. Приезжие из Магриба выменивали здесь на сахарскую соль золото и рабов.

### Завоевание и упадок
Золотой век Томбукту закончился в 1591 году, когда город был захвачен армией марокканского султана Ахмада аль-Мансура, оснащённой огнестрельным оружием. Учёное сообщество было обвинено в предательстве и либо истреблено, либо угнано в Марокко. Размещённый султаном в городе отряд был не в состоянии противостоять набегам берберов-кочевников, которые время от времени подвергали город полному разорению. Так продолжалось до 1893 года, когда в Томбукту пришли французские колонизаторы. К этому времени экономическая мощь города была существенно подорвана, в связи с упадком транссахарской торговли, после налаживания торговых связей с Европой по морю.

### Поиск города европейцами

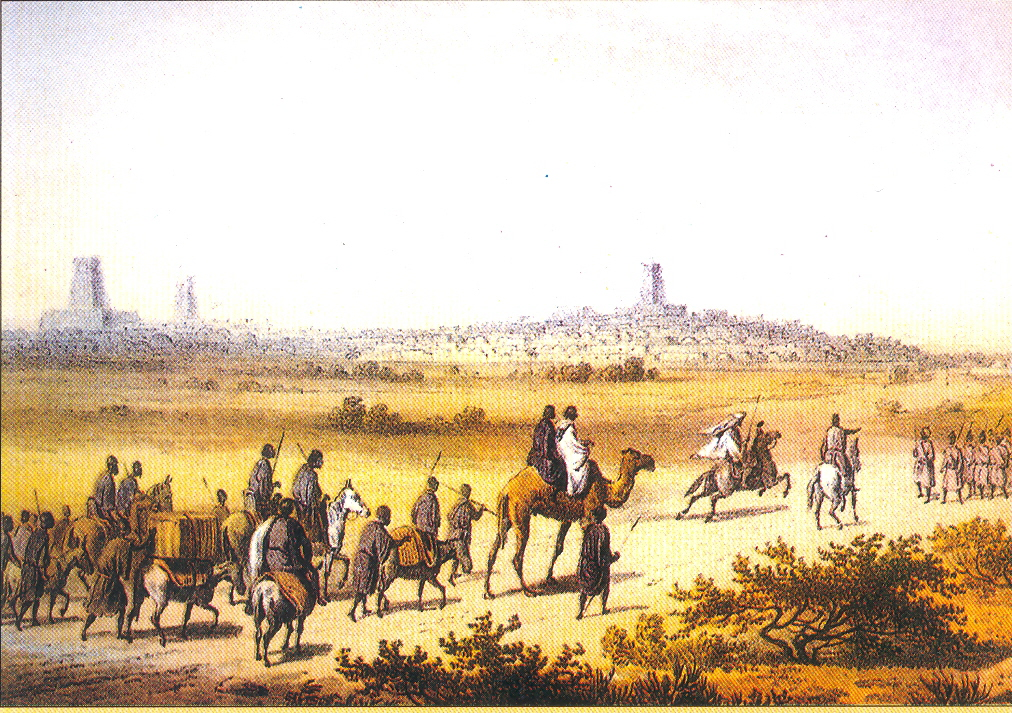
Караван, приближающийся к Томбукту, 1853 год

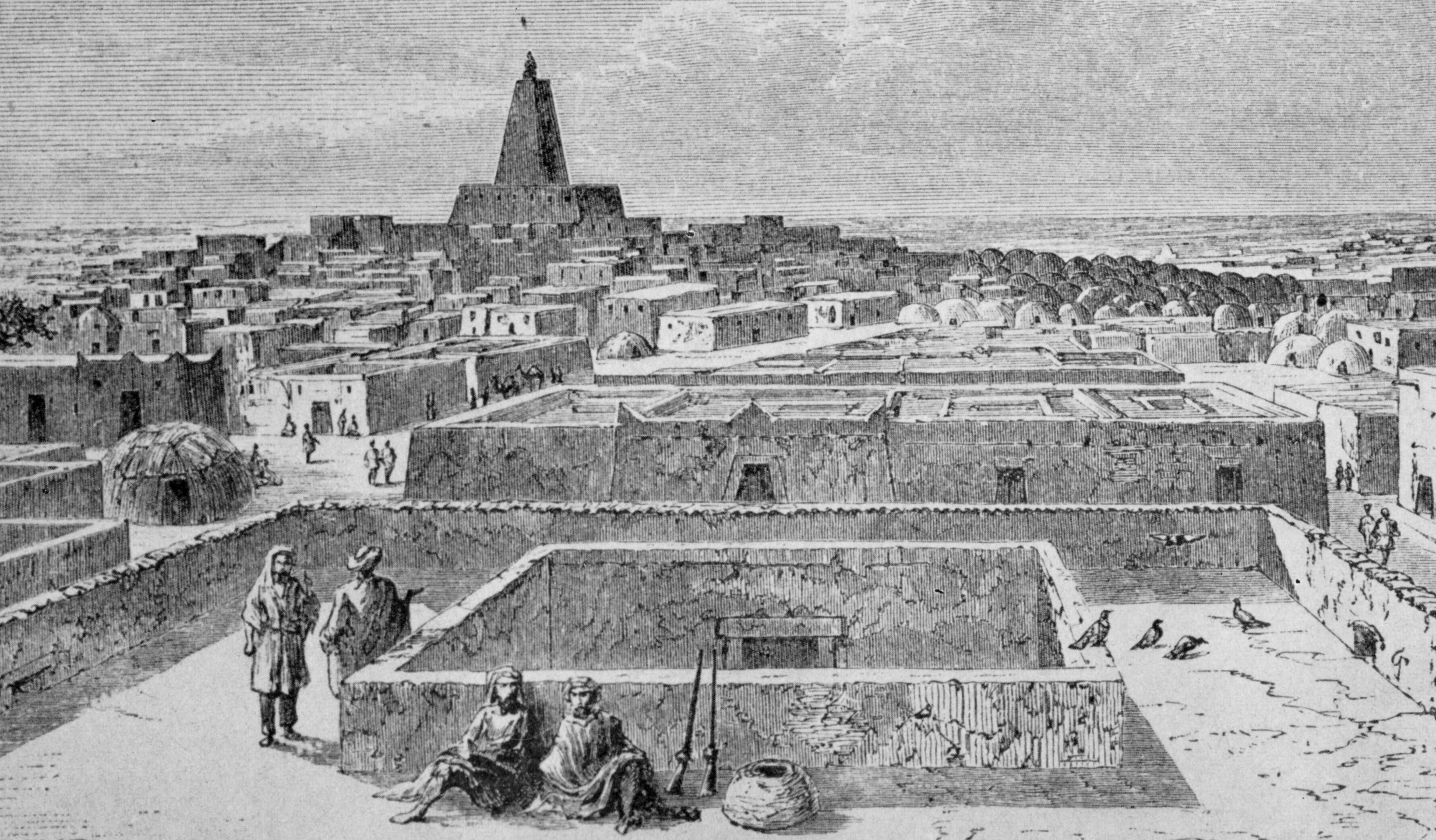
Томбукту. Рисунок Генриха Барта, 1858 год

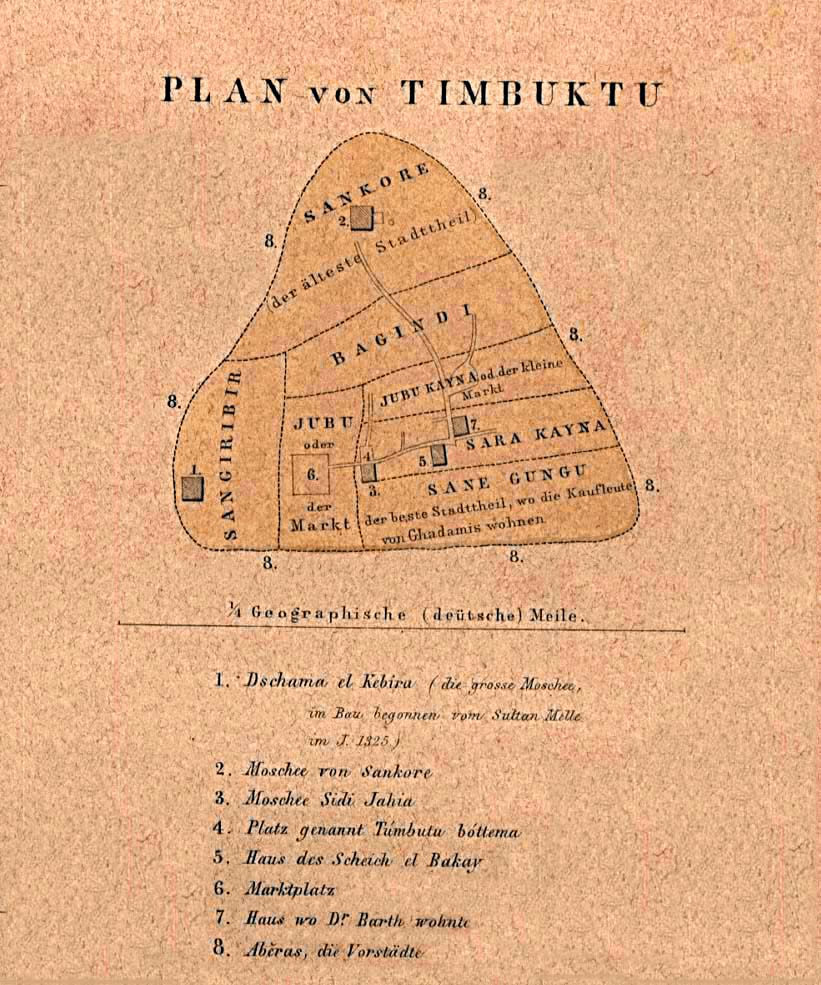
Немецкая карта 1855 г.

Со времени Средневековья о Томбукту в Европе было известно как о сказочно богатом городе. В конце XVIII в. европейские исследователи предприняли несколько попыток обнаружения когда-то крупнейшего в Сахеле торгового центра. В 1795 и в 1805 гг. Мунго Парк в составе Африканской Ассоциации попытался обнаружить город и одновременно исследовать устье реки Нигер. Возможно, М. Парк стал первым европейцем, побывавшем в городе, но он умер на территории Нигерии, не успев письменно рассказать об увиденном.
В 1824 г. Французское географическое общество предложило приз в 10 тыс. франков тому немусульманину, кто сумеет побывать в городе, вернуться обратно и написать об увиденном. В сентябре 1826 г. Александр Гордон Ленг достиг Томбукту, но был убит мусульманским торговцем, опасавшимся европейского проникновения и завоевания.

17 июня 1825 года Ленг отплыл в Триполи. Оттуда он отправился в путь через Сахару. Пройдя от Триполи до северной окраины Феццана, экспедиция двинулась оттуда на запад новым для европейцев путём — через оазисы Гадамес и Айн-Салах. Прожив в Айн-Салахе с ноября 1825 года до января 1826 года, Ленг достиг оазиса Туат; оттуда он предполагал направиться в Тимбукту, объехать озеро Дженне или Дебои, посетить область Мелли. Затем он намеревался вернуться обратно, дойти до Сокото, посетить озеро Чад и постараться выйти к Нилу. Однако когда караван, к которому присоединился Ленг, покинул Туат, на него напали туареги. Один из участников экспедиции был убит, сам Ленг тяжело ранен. Вскоре эпидемия дизентерии унесла в могилу всех остальных его спутников. Несмотря ни на что, Ленгу удалось завершить труднейший и опаснейший переход через Сахару и вступить 13 августа 1826 году в город своей мечты — Тимбукту. Очевидно, он был первым европейцем после Бенедетто Деи (1466 год), вошедшим туда добровольно.
В Тимбукту Ленг стал постепенно оправляться от ран. Выздоровление шло медленно, но благодаря рекомендательным письмам, привезённым из Триполи, и самоотверженным заботам своего хозяина больной не подвергался преследованиям со стороны местных жителей. Осмотрев в подробностях Тимбукту, Ленг, ночью отправился в Кабру, чтобы увидеть Джолибу (Нигер). Ленг не хотел возвращаться в Европу через Великую пустыню, а рассчитывал побывать в Дженне и Сегу, и затем выйти к французским поселениям на Сенегале. В письме британскому консулу в Триполи, датированном 21 сентября 1826 года, Ленг сообщил, что намеревается двинуться к Сегу в верхнем течении Нигера. Это было единственное письмо, написанное им из Тимбукту, и последнее, которое вообще было от него получено.
Через пять дней после того как Ленг выехал из Тимбукту, к его каравану присоединился фанатик-магометанин, шейх Хамед-Ульд-Хабиб, вождь племени зауат. Под предлогом, того, что Ленг будто бы без разрешения вступил на территорию этого племени, его схватили и предложили принять ислам. Ленг отказался и заявил, что предпочитает смерть отступничеству. Тут же на месте по приказу шейха Ленг был задушен двумя рабами, а тело его брошено в пустыне. Все экспедиционные материалы пропали.

В 1829 году француз Рене Калье, переодевшись мусульманином, сумел побывать в городе, благополучно вернуться в Европу и получить приз. Кроме того, в 1813 году Роберт Адамс, афроамериканский моряк, прибывший в британское консульство в Танжере, заявил, что он сумел побывать в городе в 1811 году, после того как его корабль потерпел кораблекрушение у берега Африки. В 1816 году он издал книгу «The Narrative of Robert Adams, a Barbary Captive», однако исследователи подвергают сомнению истинность его пребывания в городе. Известно, однако, что ещё три европейца посетили город до 1890 года: это немцы Генрих Барт и Оскар Ленц в 1853 г., и испанец Кристобал Бенитес в 1880 г.

## Современный город
В 1989 году глинобитные здания в центре города были поставлены под охрану ЮНЕСКО как памятник Всемирного наследия, а в 2000 году правительство Люксембурга и ряд международных фондов запустили проект по сохранению и изучению многочисленных средневековых рукописей, которые хранятся в Томбукту и его окрестностях. Их общее число исчисляется сотнями тысяч; древнейшие восходят к XII веку.
В 1990-е гг. Томбукту среди прочих городов Мали и Нигера был охвачен восстанием туарегов (1990—1995 гг.).

### Война в Мали
1 апреля 2012 года в ходе очередного восстания туарегов город захвачен войсками НДОА, а 6 апреля стал столицей самопровозглашённого Независимого Государства Азавад. 26 июня боевики разгромили семь захоронений, а 28 июня исламисты сорвали с петель ворота мечети Сиди Яхья. В связи с этим на 36 сессии Комитета Всемирного наследия ЮНЕСКО Томбукту был внесён в список Всемирного наследия под угрозой уничтожения.
В ходе антитеррористической операции, начавшейся в январе 2013 года, 27 января город был занят малийскими и французскими войсками. Повстанцы оставили город без боя, однако при этом сожгли здание исторического исследовательского центра Ахмед Баба, включая библиотеку, в которой хранились до 100 тыс. арабских и древнегреческих рукописей, входящих в список Всемирного наследия (ЮНЕСКО) (впоследствии стало известно, что рукописи были тайно спасены). На протяжении нескольких месяцев под контролем исламистов Томбукту жил по законам шариата.
8 августа 2023 года джихадисты Джамаат Нусрат аль-Ислам валь-Муслимин установили контроль над всеми дорогами, ведущими в Томбукту, взяв таким образом город в осаду.

### Экономика
Сегодня Томбукту — бедный город, несмотря на большое количество достопримечательностей и международный аэропорт. В городе со времён Средневековья добывают каменную соль.

### Томбукту — центр исламского обучения

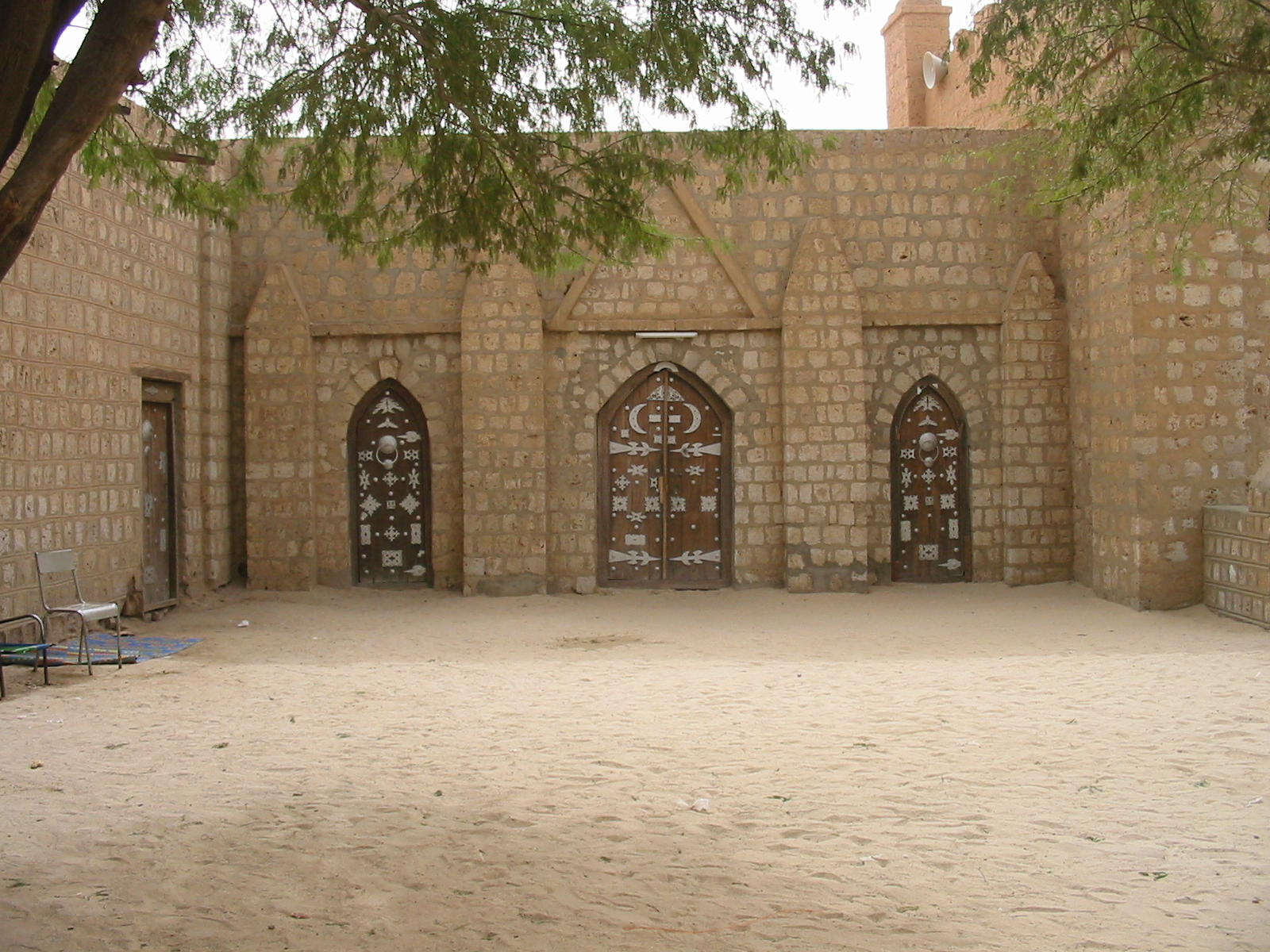
Двор медресе Санкоре

В XV в. в городе было построено несколько мусульманских мечетей и коранических школ, наиболее крупная из которых — мечеть Санкоре (1581 г.), при которой стало действовать медресе, в котором преподавал в том числе Ахмед Баба аль Массуфи, имя которого часто упоминалось в Суданских хрониках (он также был упомянут в книге Ж. Верна «Пять недель на воздушном шаре» как владелец библиотеки в тысячу шестьсот рукописей).
О значимости города как религиозно-культурного центра свидетельствует западно-африканская мусульманская поговорка: «Соль прибывает с севера, золото — с юга, а слово Божье и мудрость — из Тимбукту».

### Манускрипты из библиотеки Томбукту
Главное достояние города — более 100 000 рукописей (часть из которых датируется XII в.), хранимые несколькими семьями. Большинство из них по астрономии, музыке, биологии и благочестию написаны на арабском или на языке фула исламскими учёными, прибывшими в Мали. Более поздние рукописи посвящены вопросам мусульманского права, математики и истории (в частности хроники «Тарих ал-Фатташ», написанная Махмудом Кати в XVI в. и «Тарих ас-Судан» («Суданские Хроники»), записанная Абдуррахманом Сади в XVII в.).
Библиотека института Ахмеда Бабы, основанного в 1970-м году правительством Мали при посредничестве ЮНЕСКО, а также библиотека медресе Санкоре содержат некоторое количество средневековых рукописей. Часть рукописей находится в частных библиотеках, которых в городе насчитывается от 60 до 80 (англ. Mamma Haidara Library, Fondo Kati Library, Al-Wangari Library, Mohamed Tahar Library и др.).
Рукописи, находящиеся в городе сегодня, представляют собой неполный перечень написанных в Томбукту средневековых манускриптов. Часть из них в колониальное время была вывезена в Лондон, Париж и другие города. Многие манускрипты скрываются своими владельцами.
В феврале 2006 г. было начато совместное исследование ЮАР и Мали по поиску и изучению рукописей в Томбукту и других регионах Западной Африки (как например, в Сокото).
29 января 2013 года боевики-исламисты подожгли библиотеку.

## Архитектура и достопримечательности

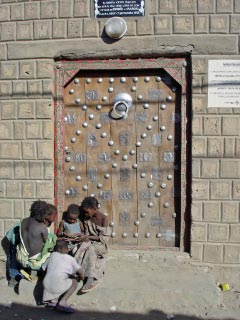
Образец городской архитектуры

Большинство зданий глинобитны и построены в сахельском стиле.
Наиболее крупные сооружения — мечети.
- Соборная мечеть Джингеребер, построенная в 1327 году эль-Сахели[29]
- Медресе Санкоре, построенное в начале XV века
- Мечеть Сиди Яхья, построенная в 1441 году

Другие достопримечательности — музей, висячие сады и водонапорная башня.

## Известные уроженцы
- Альфади — известный модельер Нигера

## Города-побратимы
- Хемниц, Германия[30]
- Хэй-он-Уай, Уэльс, Великобритания
- Кайруан, Тунис
- Марракеш, Марокко
- Сент, Франция
- Темпе, Аризона, США[31]